# Euphorbia migiurtinorum
Euphorbia migiurtinorum är en törelväxtart som beskrevs av Emilio Chiovenda. Euphorbia migiurtinorum ingår i släktet törlar, och familjen törelväxter. Inga underarter finns listade i Catalogue of Life.